# پل روبنز
پل روبنفلد، معروف به پل روبنز (انگلیسی: Paul Reubens؛ ‏ ‎/ˈruːbənz/‎؛ زادهٔ ۲۷ اوت ۱۹۵۲ – درگذشتهٔ ۳۰ ژوئیهٔ ۲۰۲۳) بازیگر، نویسنده، تهیه‌کننده فیلم و کمدین آمریکایی بود.
عمدهٔ شهرت پل روبنز به دلیل خلق و اجرای شخصیت کمدی «پی وی هرمان» (شخص بی‌عرضه‌ای که تصمیم می‌گیرد کمدین شود) است. از جمله فیلم‌های سینمایی که این بازیگر در آن‌ها ایفای نقش کرده می‌توان به فیلم ماتیلدا، ساختهٔ دنی دویتو و آثاری از تیم برتون شامل ماجراجویی بزرگ پی وی، بازگشت بتمن و کابوس قبل از کریسمس اشاره کرد.

## گزیدهٔ فیلم‌شناسی
- خانم مسابقه (۲۰۲۳)
- زندگی در زمان جنگ (۲۰۰۹)
- جنوب بهشت، غرب جهنم (۲۰۰۰)
- مردان اسرارآمیز (۱۹۹۹)
- مَتیلدا (۱۹۹۶)
- دانستون بررسی می‌کند (۱۹۹۶)
- کابوس قبل از کریسمس (۱۹۹۳)
- بافی قاتل خون‌آشام‌ها (۱۹۹۲)
- بازگشت بتمن (۱۹۹۲)
- پرواز مسیریاب (۱۹۸۶)
- ماجراجویی بزرگ پی‌وی (۱۹۸۵)
- به همین خیال باش! (۱۹۸۱)